# Route nationale 361
Die Route nationale 361, kurz N 361 oder RN 361, war eine französische Nationalstraße, die von 1933 bis 1973 von Bavay nach Saint-Remy-Chaussée führte. Ihre Länge betrug dabei 16 Kilometer.